# John Lecky
John Gage Lecky (Auckland, 4 novembre 1863 – Auckland, 22 giugno 1917) è stato un rugbista a 15 neozelandese.